# Gran Premio d'Austria 1970
Il Gran Premio d'Austria 1970, VIII Großer Preis von Österreich,  e nona gara del campionato di Formula 1 del 1970, si è svolto il 16 agosto sul circuito del Österreichring ed è stato vinto da Jacky Ickx su Ferrari seguito dal compagno di squadra Clay Regazzoni, una doppietta della scuderia del cavallino che mancava da quattro anni, ovvero dal Gran Premio d'Italia 1966 ad opera di Ludovico Scarfiotti e Mike Parkes. Inoltre, la Rossa torna a vincere per la prima volta dopo il Gran Premio di Francia 1968.

## Qualifiche
| Pos | No | Pilota               | Costruttore        | Squadra                       | Tempo   | Gap   |
| --- | -- | -------------------- | ------------------ | ----------------------------- | ------- | ----- |
| 1   | 6  | Jochen Rindt         | Lotus-Ford         | Gold Leaf Team Lotus          | 1:39.23 |       |
| 2   | 27 | Clay Regazzoni       | Ferrari            | Scuderia Ferrari SpA SEFAC    | 1:39.70 | +0.47 |
| 3   | 12 | Jacky Ickx           | Ferrari            | Scuderia Ferrari SpA SEFAC    | 1:39.86 | +0.63 |
| 4   | 1  | Jackie Stewart       | March-Ford         | Tyrrell Racing Organisation   | 1:40.15 | +0.92 |
| 5   | 14 | Ignazio Giunti       | Ferrari            | Scuderia Ferrari SpA SEFAC    | 1:40.21 | +0.98 |
| 6   | 4  | Chris Amon           | March-Ford         | March Engineering             | 1:40.60 | +1.37 |
| 7   | 19 | Jean-Pierre Beltoise | Matra              | Equipe Matra Elf              | 1:40.81 | +1.58 |
| 8   | 10 | Jack Brabham         | Brabham-Ford       | Motor Racing Developments Ltd | 1:40.81 | +1.58 |
| 9   | 2  | François Cevert      | March-Ford         | Tyrrell Racing Organisation   | 1:40.89 | +1.66 |
| 10  | 7  | John Miles           | Lotus-Ford         | Gold Leaf Team Lotus          | 1:41.46 | +2.23 |
| 11  | 21 | Denny Hulme          | McLaren-Ford       | Bruce McLaren Motor Racing    | 1:41.49 | +2.26 |
| 12  | 15 | John Surtees         | Surtees-Ford       | Team Surtees                  | 1:41.49 | +2.26 |
| 13  | 20 | Henri Pescarolo      | Matra              | Equipe Matra Elf              | 1:41.70 | +2.47 |
| 14  | 16 | Jackie Oliver        | BRM                | Yardley Team BRM              | 1:41.73 | +2.50 |
| 15  | 22 | Andrea De Adamich    | McLaren-Alfa Romeo | Bruce McLaren Motor Racing    | 1:41.82 | +2.59 |
| 16  | 8  | Emerson Fittipaldi   | Lotus-Ford         | Gold Leaf Team Lotus          | 1:41.86 | +2.63 |
| 17  | 11 | Rolf Stommelen       | Brabham-Ford       | Auto Motor Und Sport          | 1:42.09 | +2.86 |
| 18  | 5  | Mario Andretti       | March-Ford         | STP Corporation               | 1:42.28 | +3.05 |
| 19  | 26 | Tim Schenken         | De Tomaso-Ford     | Frank Williams Racing Cars    | 1:42.41 | +3.18 |
| 20  | 3  | Jo Siffert           | March-Ford         | March Engineering             | 1:42.56 | +3.33 |
| 21  | 23 | Peter Gethin         | McLaren-Ford       | Bruce McLaren Motor Racing    | 1:42.79 | +3.56 |
| 22  | 17 | Pedro Rodríguez      | BRM                | Yardley Team BRM              | 1:43.19 | +3.96 |
| 23  | 18 | George Eaton         | BRM                | Yardley Team BRM              | 1:45.00 | +5.77 |
| 24  | 24 | Silvio Moser         | Bellasi-Ford       | Silvio Moser Racing Team      | 1:45.64 | +6.41 |

## Gara
| Pos | No | Pilota               | Costruttore        | Giri | Tempo/Ritiro        | Pos. Griglia | Punti |
| --- | -- | -------------------- | ------------------ | ---- | ------------------- | ------------ | ----- |
| 1   | 12 | Jacky Ickx           | Ferrari            | 60   | 1:42:17.3           | 3            | 9     |
| 2   | 27 | Clay Regazzoni       | Ferrari            | 60   | + 0.61              | 2            | 6     |
| 3   | 11 | Rolf Stommelen       | Brabham-Ford       | 60   | +1:27.88            | 17           | 4     |
| 4   | 17 | Pedro Rodríguez      | BRM                | 59   | + 1 Giro            | 22           | 3     |
| 5   | 16 | Jackie Oliver        | BRM                | 59   | + 1 Giro            | 14           | 2     |
| 6   | 19 | Jean-Pierre Beltoise | Matra              | 59   | + 1 Giro            | 7            | 1     |
| 7   | 14 | Ignazio Giunti       | Ferrari            | 59   | + 1 Giro            | 5            |       |
| 8   | 4  | Chris Amon           | March-Ford         | 59   | + 1 Giro            | 6            |       |
| 9   | 3  | Jo Siffert           | March-Ford         | 59   | + 1 Giro            | 20           |       |
| 10  | 23 | Peter Gethin         | McLaren-Ford       | 59   | + 1 Giro            | 21           |       |
| 11  | 18 | George Eaton         | BRM                | 58   | + 2 Giri            | 23           |       |
| 12  | 22 | Andrea De Adamich    | McLaren-Alfa Romeo | 57   | + 3 Giri            | 15           |       |
| 13  | 10 | Jack Brabham         | Brabham-Ford       | 56   | + 4 Giri            | 8            |       |
| 14  | 20 | Henri Pescarolo      | Matra              | 56   | + 4 Giri            | 13           |       |
| 15  | 8  | Emerson Fittipaldi   | Lotus-Ford         | 55   | + 5 Giri            | 16           |       |
| Ret | 21 | Denny Hulme          | McLaren-Ford       | 30   | Motore              | 11           |       |
| Ret | 15 | John Surtees         | Surtees-Ford       | 27   | Motore              | 12           |       |
| Ret | 26 | Tim Schenken         | De Tomaso-Ford     | 25   | Motore              | 19           |       |
| Ret | 6  | Jochen Rindt         | Lotus-Ford         | 21   | Motore              | 1            |       |
| Ret | 5  | Mario Andretti       | March-Ford         | 13   | Incidente           | 18           |       |
| Ret | 24 | Silvio Moser         | Bellasi-Ford       | 13   | Radiatore           | 24           |       |
| Ret | 1  | Jackie Stewart       | March-Ford         | 7    | Pompa della benzina | 4            |       |
| Ret | 7  | John Miles           | Lotus-Ford         | 4    | Freni               | 10           |       |
| Ret | 2  | François Cevert      | March-Ford         | 0    | Motore              | 9            |       |

## Statistiche
Piloti
- 4ª vittoria per Jacky Ickx
- 10ª e ultima pole position per Jochen Rindt
- 1° e unico podio per Rolf Stommelen
- 1° podio per Clay Regazzoni
- 1º giro più veloce per Clay Regazzoni
- 1º Gran Premio per Tim Schenken
- Ultimo Gran Premio per Jochen Rindt

Costruttori
- 43° vittoria per la Ferrari

Motori
- 43ª vittoria per il motore Ferrari

Giri al comando
- Clay Regazzoni (1)
- Jacky Ickx (2-60)

## Classifiche

### Piloti
| Pos. | Pilota               | Punti |
| ---- | -------------------- | ----- |
| 1    | Jochen Rindt         | 45    |
| 2    | Jack Brabham         | 25    |
| 3    | Denny Hulme          | 20    |
| 4    | Jacky Ickx           | 19    |
| 5    | Jackie Stewart       | 19    |
| 6    | Chris Amon           | 14    |
| 7    | Pedro Rodríguez      | 13    |
| 8    | Clay Regazzoni       | 12    |
| 9    | Jean-Pierre Beltoise | 10    |
| 10   | Rolf Stommelen       | 8     |
| 11   | Henri Pescarolo      | 8     |
| 12   | Graham Hill          | 7     |
| 13   | Bruce McLaren        | 6     |
| 14   | Mario Andretti       | 4     |
| 15   | Ignazio Giunti       | 3     |
| 16   | Emerson Fittipaldi   | 3     |
| 17   | John Miles           | 2     |
| 18   | Johnny Servoz-Gavin  | 2     |
| 19   | Jackie Oliver        | 2     |
| 20   | John Surtees         | 1     |
| 21   | Dan Gurney           | 1     |

### Costruttori
| Pos. | Team         | Punti |
| ---- | ------------ | ----- |
| 1    | Lotus-Ford   | 50    |
| 2    | March-Ford   | 33    |
| 3    | Brabham-Ford | 33    |
| 4    | McLaren-Ford | 27    |
| 5    | Ferrari      | 25    |
| 6    | Matra        | 17    |
| 7    | BRM          | 13    |